# Ime mi je Damjan
Ime mi je Damjan je mladinski roman Suzane Tratnik. Izšel je leta 2001 pri Založbi ŠKUC (zbirka Lambda), leta 2014 pa še pri Mladinski knjigi, saj je bil tistega leta izbran kot knjiga za srednješolce pri projektu Rastem s knjigo.
Vsako poglavje se začne s krajšim odlomkom, ki ga je zapisal Vlado, voditelj skupine za samopomoč, o osrednjem liku, Damjanu.    
Glavni lik s svojo dozo humorja in pozitivne energije deluje simpatičen in bralcu na ta način približa življenjske situacije in teme. Za dostopnost teh situacij je odgovorna tudi avtorica s svojim slogom pisanja, saj spretno uporabi govorico mladostnika in njegove družbe. V delu spremljamo dialoge, ki so polni pogovornih besed, neologizmov, vulgarizmov in preklinjanja. Večkrat Damjan tudi nagovori bralca, da ohrani bližino med njima in samo bralčevo pozornost.   
Delo je bilo označeno kot prvi slovenski transspolni roman, pa tudi kot prvi slovenski lezbični roman. Tu so mnenja sicer deljena, ker je v resnici odvisno, iz katerega zornega kota gledamo na Damjana. Je realistični roman z verističnimi prikazi. Seveda se omenja tudi vprašanja spola. Vsekakor je tu prisotna homoerotična tematika.   
Spremno besedo k drugi izdaji je napisal Roman Kuhar. Roman je bil preveden v nemščino, češčino, slovaščino in srbščino.

### Zgodba
Delo je razdeljeno na deset poglavij: Ime mi je Damjan, Damjan v akciji, Vsi so me gledali, Terra rossa, Tiho kot rit, Vse za mir, Damjanove tegobe, Vrata, Ključ od veceja in Kaj je zapisal Vlado. 
Na začetku zgodbe spoznamo mladeniča Damjana, za katerega izvemo, da obiskuje skupine za samopomoč na željo staršev. Z njimi se ne razume, prav tako ne s sestro in bratom, ki se je zaradi prepira že odselil od doma in živi v Nemčiji.  Damjan ima veliko prijateljev, njegov najboljši pa je Roki, sicer ženska, ki se prav tako kot Damjan sooča z iskanjem identitete. S prijatelji veliko popiva in ga žura, saj se le tako sprosti in pozabi na pritiske in pričakovanja drugih, ki bi hoteli, da je nekaj, kar ni. Skozi pripoved večkrat omenja in opisuje njihove res skrhane družinske odnose.
Sredi romana izvemo, kdo v resnici je prvoosebni pripovedovalec Damjan. Rojen je bil kot deklica Vesna, a se s svojim ob rojstvu pripisanim spolom ni poistovetil, zato si je spremenil ime. Oče mu večkrat očita, da ko je bil mlajši, ko je bil še »mala Vesna«, ni bil tako problematičen.
Cela njegova družina se ga sramuje, silijo ga tudi, da obiskuje skupine za samopomoč. Te njihove razprtije so dobro vidne v naslednjem citatu: »Cela moja familija je kar naprej s prstom kazala name, še pri sorodnikih so me čisto posrali, da so bili ja vsi proti meni in da mi niti slučajno ne bi kdo kaj preveč šel na roko.«
Ko se Damjan odloči zapustiti dom, lahko iz pogovora med njim in mlajšo sestro izvemo, da ga je oče kot otroka spolno zlorabil in prav zaradi tega je med njima takšno nerazumevanje. Ostala dva otroka je precej zapostavljal, saj je želel biti le z Vesno. Nanjo je bil nezdravo, incestuozno navezan. Mati je vseskozi prisotna le kot nema opazovalka dogajanja; jo sicer skrbi za sina, a nič ne odreagira. Je pasivna in velikokrat joče. V predzadnjem poglavju se zgodi pomemben prelom, ko Damjan vsa vrata (razen sestrinih), sname in jih odnese na dvorišče. To je prispodoba za Damjanovo razkritje, ostalim je ponudil vpogled v svojo zasebnost. Ko se je oče vrnil zdoma, se je jezil, da kaj bodo rekli sosedi. To pa je pokazatelj, kako še vedno živimo v družbi, ki se konstantno ozira na druge in na njihova mnenja.
Ima tudi prijateljico Nelo, ki kasneje postane tudi njegovo dekle. Vanjo se resnično zaljubi in ji vse zaupa, kasneje pa ta njuna zveza propade, saj jo Damjan ozmerja kot lezbijko – sam se namreč ne počuti tako, niti kot transvestit, on pravi, da pač je, kar je, in želi, da ga drugi takšnega tudi sprejmejo.
Zgodba nima zaključka – Damjan še vedno živi svoje življenje in obiskuje skupine za samopomoč. Pravi, da se na njih umiri. 

## Kritike
Mihael Bregant ga je označil za dobro počitniško čtivo, napisano po zgledu Junaki kot mi avtorja Thomasa Brussiga.
Vesna Vilčnik je na konzervativnem katoliškem portalu 24kul.si protestirala proti razdelitvi 22.000 izvodov romana med dijake 1. letnika srednjih šol leta 2014. Zdel se ji je beden in neokusen. Zmotilo jo je tudi to, da se preveč poudarja transspolnost glavnega junaka in ignorira spolno zlorabo, kot pravi vzrok težav glavnega junaka. V članek je vključila intervju z Romanom Vodebom, ki je imel knjigo za dokaz slabe kvalitete psihoterapevtske stroke v Sloveniji.

## Priredbe

### Filmska adaptacija
Režiserka Maja Weiss je scenarij na podlagi romana napisala skupaj s Tratnikovo. Filma še ni uresničila.

### Gledališka predstava
ŠKUC je leta 2002 predstavil krstno uprizoritev gledališke predstave z enakim imenom. Roman je priredil Alen Jelen, ki je bil tudi režiser predstave.